# Акмамбетов, Галихан Галамгалиевич
Галихан Галамгалиевич Акмамбетов (31 января 1935, Уральск — 17 октября 2014) — доктор философских наук, профессор (1990), член диссертационных советов по социологии при КазНУ им.аль-Фараби (1990—2006), президент Социологической ассоциации Казахстана (1987—1991), член редакционной коллегии журнала «Известия» НАН РК (серия общественных наук), вице-президент Европейского гуманистического конгресса. Принимал участие в международных конференциях по проблемам этики и гуманизма в Париже (1972), Праге (1978), Вильнюсе (1982), Варшаве (1983), Берлине (1993), а также преподавал в Карловом Университете города Прага. (1993)

## Биография
Родился 31 января 1935 года в городе Уральск. Окончил Казахский государственный университет.
Докторская диссертация — «Личность как этическая проблема» (1984).

## Научная деятельность
«Этика и философия личности были лейтмотивом всего творчества Галихана Акмамбетова. Он является основоположником этической науки в Казахстане. Творчество Галихана Галамгалиевича показывает, что переход от тоталитарной системы к демократическому государству и гражданскому обществу открывает горизонты свободы критического мышления, творческого созидания новых социальных реалий и ценностей. В эпоху глобализации, охватившей весь мир, в условиях поиска национальной идентичности и духовного возрождения Галихан Акмамбетов обратился к философскому наследию Абая, его этическое переосмысление имеет огромное значение для современного состояния казахстанского общества — в условиях становления суверенного государства и желания самостоятельного духовного бытия и развития. В духе Абая Галихан Акмамбетов в своих книгах рассматривает идею просвещения, разума, знания не только как важнейшее свойство человека, но и как фундаментальный принцип человеческого бытия».

## Избранные публикации
- Проблемы формирования сознания личности. Алма-Ата, 1972.
- Проблемы нравственного развития личности. Братислава, 1973.
- Проблемы субъекта и объекта в философии. Алма-Ата, 1975.
- Природа нравственного конфликта. Берлин, 1982.
- Социалистическое соревнование как нравственная проблема / Г. Г. Акманбетов и др. ; Отв. ред. М. С. Аженов ; АН КазССР. Ин-т философии и права. Алма-Ата : Наука, 1988
- Нравственная культура личности. Алма-Ата, 1988.
- Я и общество. Алма-Ата, 1989.[3]
- Сознание в социокультурном контексте. Алматы, 1993
- Философия. Глава «Бытия». Алма-Ата, 1991